# Yes Sir, I Can Boogie
Yes Sir, I Can Boogie – piosenka hiszpańskiego duetu Baccara.
Utwór w stylu disco został napisany przez niemieckiego tekściarza Franka Dostala i producenta duetu Rolfa Soja w 1977 roku. Wydany jako debiutancki singiel duetu wraz z coverem piosenki „Cara Mia” na stronie „B”. Utwór „Yes Sir, I Can Boogie” został wielkim europejskim przebojem. To właśnie ten singiel stał się ich jedynym liderem w Wielkiej Brytanii, zajmując pierwsze miejsce przez tydzień, od 29 października 1977 roku. Jednak, dostać się na największy rynek muzyczny – amerykański – piosence się nie udało.
Do piosenki powstało wiele coverów, a oryginalny singiel Baccara był wielokrotnie wydawany ponownie. Szwedzkie wydanie z 1999 roku zajęło na listach przebojów 42-gą pozycję.

## Lista utworów
7" singel (Europa i USA)
1. „Yes Sir, I Can Boogie” – 4:28
2. „Cara Mia” – 2:58

12" maxi-singel (tylko USA)
1. „Yes Sir, I Can Boogie” (Extended Mix) – 6:50
2. „Yes Sir, I Can Boogie” (Extended Mix) – 6:50

## Pozycje na listach przebojów
| Lista (1977)              | Najwyższe miejsce | Tygodni na 1 pozycji |
| ------------------------- | ----------------- | -------------------- |
| German Singles Chart      | 1                 | 7                    |
| UK Singles Chart          | 1                 | 1                    |
| Irish Singles Chart       | 1                 | 1                    |
| Swedish Singles Chart     | 1                 | 10                   |
| Norwegian Singles Chart   | 1                 | 23                   |
| Austrian Singles Chart    | 2                 | —                    |
| New Zealand Singles Chart | 33                | —                    |

## Niektóre covery
- Brotherhood of Man nagrali swoją wersję do podwójnego albumu 1981 roku „20 Disco Greats / 20 Love Songs”.
- Cover Dana International trafił na album „Danna International” (1993).
- Zespół Björn Again, który zaczął z coverów piosenek ABBA, nie ominął uwagą „Yes Sir, I Can Boogie”: ich wersja obecna jest na drugiej płycie albumu „Flash Back!/Live”.
- Zespół Goldfrapp nagrał piosenkę pod tytułem „Yes Sir”; ta wersja stała się drugą stroną singla „Twist” (2003).
- Brytyjska piosenkarka Sophie Ellis-Bextor wykonała utwór na żywo, a wersja studyjna została drugą stroną singla „I Won’t Change You”.
- Fiński artysta M. A. Numminen zaśpiewał piosenkę w fińskim, szwedzkim  i niemieckim  językach, przy czym wszystkie trzy warianty tekstu napisał osobiście.